# Akfadou
Akfadou est une commune de la wilaya de Béjaïa située dans la région de Petite Kabylie en Algérie. Elle dépend administrativement de la daïra de Chemini
et faisait partie à l’époque coloniale, du douar Ikedjane (ex-commune mixte de la Soummam). La commune est réputée pour son massif forestier très riche en espèces végétales et animales.

## Étymologie
Le nom Akfadou provient de la contraction des mots « akfuḍ̣̣ » et « aḍ̣̣u » qui signifient respectivement « multiple ou excès » et « vent » (kabyle Ixef bw addu). Ce nom rappelle la rigueur climatique dans cette région surtout en hiver où les vents froids soufflent en rafale et les neiges abondantes isolent souvent les petits villages. Lors de l’exploration de la Kabylie par l’occupant français en 1850, le mot Akfadou fut traduit par la cime au vent,,.

## Géographie
L'Akfadou est un massif montagneux de la Kabylie. Il prolonge vers le Nord-Est le Djurdjura et s'étend du Col de Chellata à l'Est jusqu'à Yakouren à l'ouest. Il fait office de point de jonction entre la haute et la basse Kabylie. Orienté plein Est, il fait face à la vallée de la Soummam.
La région est dominée par deux sommets, l'un à l'ouest surplombant le plateau d'Akfadou où est implantée la station de la TDA (ex-RTA) atteint 1 623 m, l'autre à l'est Azrou Taghat culmine à 1 542 m d'altitude. La neige y est abondante en saison froide et les pluies dépassent 2 000 mm par an.
Les conditions climatiques sont très rudes avec des neiges abondantes en saisons froides et les pluies dépassent souvent 2 000 mm par an.
D’une diversité et d’une richesse remarquables tant en flore qu’en faune, la forêt d’Akfadou occupe la majeure partie de ce carrefour naturel d’une ampleur sans précédent en Afrique du Nord au point de devenir le poumon de l’Algérie.

## Localisation
La commune d'Akfadou est située dans un renfoncement de cette chaîne montagneuse culminant entre 620 (Tapount) et 1100 mètres d'altitude (Imaghdacene).
Les limites de la commune sont :
- au nord, par la commune d’Adekar ;
- à l'est, par les communes de Tifra et Tinebdar ;
- au sud par, les communes de Tibane, Souk-Oufella et Chemini ;
- et à l'ouest par les communes de Chemini le chef lieu de la daira et Idjeur appartenant à la wilaya de Tizi-Ouzou.

| Adekar Idjeur (Tizi-Ouzou) | Adekar       | Adekar          |
| Idjeur (Tizi-Ouzou)        | Akfadou      | Tifra Tinabdher |
| Chemini                    | Souk-Oufella | Tibane          |

## Lieux-dits, quartiers et hameaux
Plusieurs villages composent la commune d'Akfadou : Ait Allouane, Ait Amara, Ait Saada, Aourir, Farhoun, Il-Vaten, Imaghdacene, Khlil, Mezouara, Rezag, Tagroudja, Tapount, Taourirt, Tizemourine, Ziwi. Le nouveau centre administratif est situé à Tiniri.
Le point le plus haut de la commune est situé dans le village de Imaghdacene dont l'altitude atteint les 1100 m. Le point le plus bas se trouve à l'entrée de la commune, au village de Tapount, soit 620 m.

## Histoire
La région a été habitée depuis la nuit des temps ; on y trouve des ruines berbéros-romaines.
C'est ici que sont partis les premiers fondateurs de la dynastie chiite, Ifatimiyen, qui vont créer, entre autres, la ville du Caire.
L'appellation At Mansour, les habitants de la région, est en rapport avec le roi hamadite El Mansour qui avait, vers l'an 1090, fait face aux invasions hilaliennes.
Le grand savant et soufi, Ahmed Oudris, a vécu dans le village d'Imaghdacene, vers l'an 1360.
Le père du grand résistant cheikh Aheddad qui avait déclenché la révolte contre le colonialisme français en 1871 est originaire d'Aourir At Hsyen.
Jadis fief de la fraction d’en haut de la tribu des Aït Mansour (Ath Mansour ou At Mensur), Akfadou fut conquis par l'armée française à la fin du XIXe siècle. Dès 1880, il fut intégré dans le douar Ikedjane rattaché à la commune mixte de Sidi Aïch. En 1954, la réorganisation administrative de la Kabylie transforma cette localité en commune d'Ikedjane.
Durant la guerre d'Algérie, le massif montagneux de l'Akfadou joua un rôle prépondérant en abritant le quartier général de la wilaya III (Kabylie) situé dans le village de Mezouara. Face à ce village, afin de contrecarrer les actions des maquisards algériens et pour mieux contrôler la zone de l'Akfadou contrôlée par le colonel Amirouche Aït Hamouda (1926-1959), surnommé le « loup de l'Akfadou », l'armée française transforma le village Taourirt en véritable place forte.
En l'an 2000, dans le village Mezouara, grâce à la générosité des villageois, fut dressée une stèle en marbre blanc illuminée par les rayons du soleil, sur laquelle sont inscrits les noms des combattants algériens morts aux combats.
En 1962, la réforme administrative divisa la commune d'Ikedjane pour donner naissance aux communes de Tifra et Tizemourine. En 1984, la commune de Tizemourine prit officiellement le nom d'Akfadou.
Akfadou est la région natale du chanteur Youcef Abjaoui et de l'écrivain Youcef Zirem.